# 1997年の相撲
1997年の相撲（1997ねんのすもう）は、1997年の相撲関係のできごとについて述べる。

## 大相撲

### できごと
- 1月、横審新委員長に坂本朝一[1]。
- 3月、元小結浪乃花引退。
- 4月、横綱千代の山・千代の富士記念館開館。
- 5月、5月場所2日目に1999年11月場所から続いていた満員御礼が666日でストップ。20日、朝日山（元小結若二瀬）死去、55歳。楯山親方（元大関大受）が朝日山部屋を継承。元関脇琴ヶ梅引退、年寄錣山襲名。
- 5月、本所消防署主催の消防訓練が国技館で行われ、「災害支援ボランティア」のための講習を受けた。
- 6月、3日にオーストラリア公演のため、境川理事長を団長とする43人が出発。6、7日にメルボルン場所、13、14日にシドニー場所が開かれ、16日帰国。
- 7月、7月場所初日、入場者全員に名古屋場所40周年記念の大入り袋を配った。元十両4枚目大竜引退、年寄大嶽襲名。
- 9月、「番付編成要領」の一部を改正し、優勝決定戦の勝敗を番付に反映させることを決めた。床山不在の部屋が16あるため、特例として定員50人を超える床山の採用を決めた。9月場所9日目、前日の曙-出島戦で差し違えた29代式守伊之助がこの日より3日間の謹慎処分。伊之助は3場所連続差し違えていた。17日、立田山（元前頭筆頭天ノ山）死去、43歳。24日、浅香山（元小結青葉山）死去、47歳。
- 10月、境川理事長がフランスのレジオン・ドヌール勲章オフィシエを受賞した。
- 11月、11月場所の幕内優勝決定戦で大関貴ノ浪が同部屋の横綱貴乃花との優勝決定戦を制す。元関脇若翔洋引退、年寄音羽山襲名。元大関小錦引退、年寄佐ノ山襲名。

### 本場所

#### 一月場所（初場所）
両国国技館（東京都）を会場に、初日の1月12日（日）から千秋楽の1月26日（日）までの15日間開催された。
| タイトル     | タイトル     | 人物（所属部屋 出身地） - 成績                                           |
| ------------ | ------------ | ------------------------------------------------------------------------ |
| 幕内最高優勝 | 幕内最高優勝 | 若乃花勝（二子山部屋 東京都中野区出身） - 14勝1敗（7場所ぶり3回目）      |
| 三賞         | 殊勲賞       | 土佐ノ海敏生（伊勢ノ海部屋 高知県安芸市出身） - 9勝6敗（2場所連続3回目） |
| 三賞         | 敢闘賞       | 琴龍宏央（佐渡ヶ嶽部屋 兵庫県高砂市出身） - 10勝5敗（初受賞）            |
| 三賞         | 技能賞       | 旭鷲山昇（大島部屋 モンゴル・ウランバートル出身） - 9勝6敗（初受賞）     |
| 十両優勝     | 十両優勝     | 出島武春（武蔵川部屋 石川県金沢市出身） - 12勝3敗                        |

#### 三月場所（春場所、大阪場所）
大阪府立体育会館（大阪市）を会場に、初日の3月9日（日）から千秋楽の3月23日（日）までの15日間開催された。
| タイトル     | タイトル     | 人物（所属部屋 出身地） - 成績 |
| ------------ | ------------ | --- |
| 幕内最高優勝 | 幕内最高優勝 | 貴乃花光司（二子山部屋 東京都中野区出身） - 12勝3敗（3場所ぶり16回目） ※優勝決定戦勝利                                                    |
| 三賞         | 殊勲賞       | 魁皇博之（友綱部屋 福岡県直方市出身） - 12勝3敗（4場所ぶり7回目）                                                                         |
| 三賞         | 敢闘賞       | 玉春日良二（片男波部屋 愛媛県東宇和郡野村町出身） - 10勝5敗（7場所ぶり2回目） 出島武春（武蔵川部屋 石川県金沢市出身） - 11勝4敗（初受賞） |
| 三賞         | 技能賞       | 出島武春（武蔵川部屋 石川県金沢市出身） - 11勝4敗（初受賞）                                                                               |
| 十両優勝     | 十両優勝     | 千代大海龍二（九重部屋 大分県大分市出身） - 11勝4敗                                                                                       |

#### 五月場所（夏場所）
両国国技館（東京都）を会場に、初日の5月11日（日）から千秋楽の5月25日（日）までの15日間開催された。
| タイトル     | タイトル     | 人物（所属部屋 出身地） - 成績 |
| ------------ | ------------ | --- |
| 幕内最高優勝 | 幕内最高優勝 | 曙太郎（東関部屋 アメリカ合衆国ハワイ州オアフ島） - 13勝2敗（13場所ぶり9回目） ※優勝決定戦勝利                                                 |
| 三賞         | 殊勲賞       | 玉春日良二（片男波部屋 愛媛県東宇和郡野村町出身） - 8勝7敗（初受賞）                                                                           |
| 三賞         | 敢闘賞       | 土佐ノ海敏生（伊勢ノ海部屋 高知県安芸市出身） - 10勝5敗（10場所ぶり2回目） 栃東大裕（玉ノ井部屋 東京都足立区出身） - 11勝4敗（3場所ぶり2回目） |
| 三賞         | 技能賞       | 小城錦康年（出羽海部屋 千葉県市川市出身） - 11勝4敗（18場所ぶり2回目）                                                                         |
| 十両優勝     | 十両優勝     | 時津海正博（時津風部屋 長崎県福江市出身） - 12勝3敗                                                                                            |

#### 七月場所（名古屋場所）
愛知県体育館（名古屋市）を会場に、初日の7月6日（日）から千秋楽の7月20日（日）までの15日間開催された。
| タイトル     | タイトル     | 人物（所属部屋 出身地） - 成績                                               |
| ------------ | ------------ | ---------------------------------------------------------------------------- |
| 幕内最高優勝 | 幕内最高優勝 | 貴乃花光司（二子山部屋 東京都中野区出身） - 13勝2敗（2場所ぶり17回目）       |
| 三賞         | 殊勲賞       | 貴闘力忠茂（二子山部屋 兵庫県神戸市兵庫区出身） - 11勝4敗（38場所ぶり2回目） |
| 三賞         | 敢闘賞       | 栃乃洋泰一（春日野部屋 石川県七尾市出身） - 10勝5敗（初受賞）                |
| 三賞         | 技能賞       | 栃東大裕（玉ノ井部屋 東京都足立区出身） - 9勝6敗（初受賞）                   |
| 十両優勝     | 十両優勝     | 千代大海龍二（九重部屋 大分県大分市出身） - 11勝4敗                          |

#### 九月場所（秋場所）
両国国技館（東京都）を会場に、初日の9月14日（日）から千秋楽の9月28日（日）までの15日間開催された。
| タイトル     | タイトル     | 人物（所属部屋 出身地） - 成績 |
| ------------ | ------------ | --- |
| 幕内最高優勝 | 幕内最高優勝 | 貴乃花光司（二子山部屋 東京都中野区出身） - 13勝2敗（2場所連続18回目） ※優勝決定戦勝利                                                  |
| 三賞         | 殊勲賞       | 出島武春（武蔵川部屋 石川県金沢市出身） - 11勝4敗（初受賞）                                                                             |
| 三賞         | 敢闘賞       | 栃乃洋泰一（春日野部屋 石川県七尾市出身） - 9勝6敗（2場所連続2回目）                                                                    |
| 三賞         | 技能賞       | 栃東大裕（玉ノ井部屋 東京都足立区出身） - 10勝5敗（2場所連続2回目） 出島武春（武蔵川部屋 石川県金沢市出身） - 11勝4敗（3場所ぶり2回目） |
| 十両優勝     | 十両優勝     | 小城乃花昭和（出羽海部屋 千葉県市川市出身） - 12勝3敗                                                                                   |

#### 十一月場所（九州場所）
福岡国際センター（福岡市）を会場に、初日の11月9日（日）から千秋楽の11月23日（日）までの15日間開催された。
| タイトル     | タイトル     | 人物（所属部屋 出身地） - 成績                                                         |
| ------------ | ------------ | -------------------------------------------------------------------------------------- |
| 幕内最高優勝 | 幕内最高優勝 | 貴ノ浪貞博（二子山部屋 青森県三沢市出身） - 14勝1敗（11場所ぶり2回目） ※優勝決定戦勝利 |
| 三賞         | 殊勲賞       | 該当者なし                                                                             |
| 三賞         | 敢闘賞       | 武双山正士（武蔵川部屋 茨城県水戸市出身） - 11勝4敗（15場所ぶり3回目）                 |
| 三賞         | 技能賞       | 該当者なし                                                                             |
| 十両優勝     | 十両優勝     | 若の里忍（鳴戸部屋 青森県弘前市出身） - 10勝5敗 ※優勝決定戦勝利                        |

### 受賞
- 年間最優秀力士賞（年間最多勝）：貴乃花光司（78勝12敗）

### 新弟子検査合格者
| 場所     | 主な合格者 | 四股名     | 最高位     | 最終場所       | 備考             |
| -------- | ---------- | ---------- | ---------- | -------------- | ---------------- |
| 1月場所  | 杉野森竜児 | 安美錦竜児 | 関脇       | 2019年7月場所  |                  |
| 3月場所  | 富永丈喜   | 武雄山喬義 | 前頭筆頭   | 2007年11月場所 | 幕下最下位格付出 |
| 3月場所  | 安本栄来   | 玉力道栄来 | 前頭8枚目  | 2010年1月場所  | 幕下最下位格付出 |
| 3月場所  | 平伸一     | 出羽平真一 | 十両4枚目  | 2000年7月場所  | 幕下最下位格付出 |
| 3月場所  | 椎葉巨樹   | 琴禮巨樹   | 十両5枚目  | 2013年5月場所  |                  |
| 3月場所  | 原田治     | 北勝岩治   | 十両10枚目 | 2010年5月場所  | 幕下最下位格付出 |
| 5月場所  |            |            |            |                |                  |
| 7月場所  |            |            |            |                |                  |
| 9月場所  |            |            |            |                |                  |
| 11月場所 |            |            |            |                |                  |

### 引退
| 場所     | 主な引退力士 | 最高位     | 初土俵        | 備考                   |
| -------- | ------------ | ---------- | ------------- | ---------------------- |
| 1月場所  |              |            |               |                        |
| 3月場所  | 浪乃花教天   | 小結       | 1984年7月場所 | 引退時の四股名は浪之花 |
| 3月場所  | 琴嵐佳史     | 十両9枚目  | 1988年3月場所 |                        |
| 3月場所  | 山中山和洋   | 十両13枚目 | 1986年3月場所 |                        |
| 5月場所  | 琴ヶ梅剛史   | 関脇       | 1979年3月場所 | 年寄「錣山」襲名       |
| 5月場所  | 砂浜正二     | 十両5枚目  | 1990年9月場所 |                        |
| 5月場所  | 重ノ海博久   | 十両11枚目 | 1983年3月場所 |                        |
| 7月場所  | 大竜忠博     | 十両4枚目  | 1976年5月場所 | 年寄「大嶽」襲名       |
| 9月場所  | 力櫻猛       | 前頭4枚目  | 1988年3月場所 |                        |
| 9月場所  | 千代の若秀則 | 十両9枚目  | 1987年5月場所 |                        |
| 11月場所 | 小錦八十吉   | 大関       | 1982年7月場所 | 年寄「佐ノ山」襲名     |
| 11月場所 | 若翔洋俊一   | 関脇       | 1981年5月場所 | 年寄「音羽山」襲名     |
| 11月場所 | 琴別府要平   | 前頭筆頭   | 1981年3月場所 |                        |

#### 引退相撲興行
- 2月1日 - 霧島引退錣山襲名披露大相撲（両国国技館）
- 2月2日 - 鬼雷砲引退佐ノ山襲名披露大相撲（両国国技館）
- 6月1日 - 春日富士引退春日山襲名披露大相撲（両国国技館）
- 9月28日 - 浪之花引退断髪式披露大相撲（両国国技館）

## 誕生
- 1月16日 - 獅司大（現役力士、所属：入間川部屋→雷部屋）
- 4月9日 - 欧勝馬出気（現役力士、所属：鳴戸部屋）
- 5月13日 - 貴源治賢（最高位：前頭10枚目、所属：貴乃花部屋→千賀ノ浦部屋→常盤山部屋）
- 5月13日 - 貴ノ富士三造（最高位：十両5枚目、所属：貴乃花部屋→千賀ノ浦部屋）
- 6月24日 - 金峰山晴樹（現役力士、所属：木瀬部屋）
- 8月14日 - 日翔志英忠（現役力士、所属：追手風部屋）
- 11月19日 - 琴櫻将傑（現役力士、所属：佐渡ヶ嶽部屋）
- 12月5日 - 藤青雲龍輝（現役力士、所属：藤島部屋）

## 死去
- 2月18日 - 白雄山昇（最高位：十両4枚目、所属：錦島部屋→伊勢ノ海部屋、* 1928年【昭和3年】）
- 5月20日 - 若二瀬唯之（最高位：小結、所属：大鳴戸部屋→朝日山部屋、年寄：朝日山、* 1942年【昭和17年】）[8]
- 7月5日 - 海乃山勇（最高位：関脇、所属：小野川部屋→出羽海部屋、* 1940年【昭和15年】）[9]
- 8月18日 - 栃赤城雅男（最高位：関脇、所属：春日野部屋、* 1954年【昭和29年】）[10]
- 9月17日 - 天ノ山静雄（最高位：前頭筆頭、所属：時津風部屋、年寄：立田山、* 1954年【昭和29年】）[11]
- 9月23日 - 天城山猪太夫（最高位：前頭17枚目、所属：友綱部屋、* 1906年【明治39年】）[12]
- 9月24日 - 青葉山弘年（最高位：小結、所属：木瀬部屋、年寄：浅香山、* 1950年【昭和25年】）[13]
- 10月6日 - 熊翁博（最高位：十両5枚目、所属：高砂部屋、* 1965年【昭和40年】）